# Чрномерец
Чрномерец је традиционални део града и градска четврт у самоуправном уређењу града Загреба.
Градска четврт је основана Статутом Града Загреба 14. децембра 1999. године, а у претходном уређењу постојала је и општина истог имена.
Назив Чрномерец долази од назива истоименог потока, и у најужем смислу се односи на предео око окретишта трамваја, у чијој близини тече истоимени поток.
По подацима из 2001. године површина четврти је 24,33 , а број становника 38.762.
Четврт обухвата урбани део уз Илицу западно од улице Републике Аустрије, као и насеља на обронцима Медведнице: Врховец, Шестински дол, Кустошија, Јеленовац и Свети Дух.
Једна од знаменитости је дворац Медведград, на брду изнад Шестина.